# Tagasta striatipennis
Tagasta striatipennis är en insektsart som beskrevs av Willy Adolf Theodor Ramme 1941. Tagasta striatipennis ingår i släktet Tagasta och familjen Pyrgomorphidae. Inga underarter finns listade i Catalogue of Life.